# Il crociato in Egitto
Il crociato in Egitto (deutsch: Der Kreuzritter in Ägypten) ist eine Oper in zwei Akten von Giacomo Meyerbeer. Das Libretto schrieb Gaetano Rossi. Die Uraufführung fand am 7. März 1824 im Teatro La Fenice in Venedig statt.

## Handlung
Der Kreuzritter Armando lebt unter dem falschen Namen Elmireno in Ägypten am Hofe des Sultans Aladino. Ihn verbindet eine heimliche Ehe mit Palmide, der Tochter des Sultans, die zum Christentum konvertiert ist. Als Armandos einstige Verlobte Felicia, die sich als Mann verkleidet hat, sowie sein Onkel Adriano in Ägypten eintreffen, wird Armandos wahre Identität offenbar. Alle Christen werden zunächst zum Tode verurteilt. Nachdem jedoch Armando dem Sultan das Leben gerettet hat, schließt dieser mit den Christen Frieden.

## Musik

### Orchesterbesetzung
Da das Autograph der Oper verschollen ist, wurde die kritische Werkausgabe, herausgegeben von Claudio Toscani, anhand von erhaltenen späteren Abschriften erstellt. Nach dieser kritischen Ausgabe ist in der Oper folgende Orchesterbesetzung vorgesehen:
2 Flöten (auch Piccoloflöte), 2 Oboen (2. auch Englischhorn), 2 Klarinetten, 4 Fagotte, Kontrafagott, 4 Hörner, 4 Trompeten, 3 Posaunen, Pauken; Schlagwerk: Große Trommel, Becken, Triangel; Harfe, Streicher, Cembalo.
Bühnenmusik: 8 Trompeten, Kontrafagott, 3 Posaunen, 3 Kleine Trommeln, Große Trommel, Becken, 4 Rührtrommeln.
Banda: Piccoloflöte, 2 Flöten, 2 Oboen, kleine Klarinette in F, 5 Klarinetten, 2 Fagotte, 4 Hörner, 2 Klappentrompeten, 6 Trompeten, 3 Posaunen, Serpentone, Kleine Trommel, Große Trommel.

## Bedeutung
Il crociato in Egitto war Meyerbeers letzte und erfolgreichste Oper für Italien, ehe er nach Frankreich ging, wo er mit Werken wie Robert le diable, Les Huguenots und Le prophète zum Hauptvertreter der Gattung Grand opéra wurde. Il crociato in Egitto enthält mit der Rolle des Armando eine der letzten großen Opernpartien für einen Kastraten, die Meyerbeer für den damals berühmten Giovanni Battista Velluti geschrieben hatte. Die anderen Sänger der Uraufführung waren Luciano Bianci (Aladino), Henriette Méric-Lalande (Palmide), Giovanni Boccaccio (Osmino), Maria Bramati (Alma), Gaetano Crivelli (Adriano di Monfort) und Brigida Lorenzani (Felicia).

## Aufnahmen
- Opera Rara (CD) mit Diana Montague, Yvonne Kenny, Bruce Ford, Ian Patt, Della Jones (1992)
- Naxos (CD) mit Patrizia Ciofi, Marco Vinco, Iorio Zennaro, Silvia Pasini, Laura Polverelli
- Dynamic (DVD) mit Patrizia Ciofi, Marco Vinco, Iorio Zennaro, Silvia Pasini, Laura Polverelli (2007)